# Parafia św. Wawrzyńca w Mikołowie Mokrem
Parafia pw. św. Wawrzyńca – rzymskokatolicka parafia znajdująca się w Mokrem (sołectwo Mikołowa), w dekanacie mikołowskim, istniejąca od 1337 roku.
W listopadzie 1598 wizytacji kościelnej (pierwszej po soborze trydenckim) dekanatu pszczyńskiego dokonał archidiakon krakowski Krzysztof Kazimirski na zlecenie biskupa Jerzego Radziwiłła. Według sporządzonego sprawozdania kościół w Villa Mokra znajdował się w rękach protestantów. Z tych samych aktów wizytacji kanonicznej wynika, że kościół parafialny był już wtedy budowlą murowaną.